# Bryum lanatum
Bryum lanatum là một loài Rêu trong họ Bryaceae. Loài này được (P. Beauv.) Brid. mô tả khoa học đầu tiên năm 1817.